# 橋本典久
橋本 典久（はしもとのりひさ、1973年 - ）は、日本のアーティスト、写真家、メディアアーティスト。
愛知県瀬戸市出身。武蔵野美術大学映像学科卒業。
筑波大学大学院芸術研究科総合造形分野修了。
2004年4月より武蔵野美術大学映像学科非常勤講師。2005年9月より科学技術振興機構さきがけ研究員。2007年4月より東京芸術大学映像研究科共同研究員。

## 活動

### Panorama Ball パノラマボール
全方位画像を球体の外側に歪み無く提示する球体写真を発見。Panorama Ballと名付ける。1996年発表。

### zerograph ゼログラフ
Panorama Ballを正距方位図法により平面化した、全方位画像が写った一枚の円形画像。zerographと名付ける。1999年発表。

### 超高解像度人間大昆虫写真 life-size
筑波大学芸術専門学群に在籍する稲葉剛、玉置淳、植村啓市とユニットscopeを組み、昆虫をスキャナで撮影したのち人間と同程度の大きさで出力している。2003年発表。